# Sorsogon
Sorsogon est une province des Philippines située au sud de la région de Bicol, à l'extrême sud de l'île de Luçon. Sa capitale est Sorsogon City. Au nord se trouve la province d'Albay. Sorsogon est à la pointe de la péninsule de Bicol et fait face à l'île de Samar au sud-est au-delà du détroit de San-Bernardino.
La province a une superficie de 2 119,01 km2 pour une population de 792 949 habitants en 2015.
Le code ISO 3166-2:PH de la province est SOR.

## Municipalités
La province compte une ville, Sorsogon, et quatorze municipalités :
- Barcelona ;
- Bulan ;
- Bulusan ;
- Casiguran ;
- Castilla ;
- Donsol ;
- Gubat ;
- Irosin ;
- Juban ;
- Magallanes ;
- Matnog ;
- Pilar ;
- Prieto Diaz ;
- Santa Magdalena ;
- Sorsogon.